# Pendule d'Atwood
Pour les articles homonymes, voir Atwood.

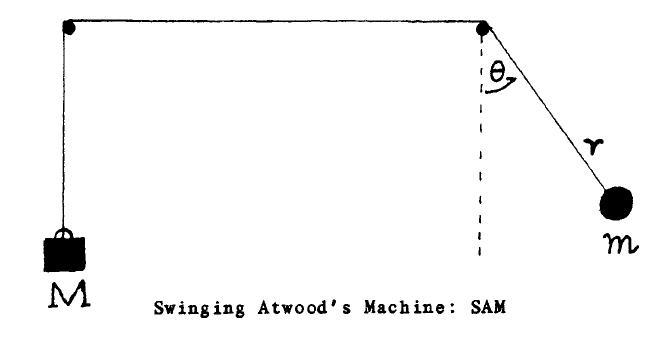
Le pendule d'Atwood

Mouvement du pendule d'Atwood pour M / m = 4,5

Le pendule d'Atwood est un mécanisme qui ressemble un peu à une simple machine d'Atwood, si ce n'est que l'une des masses peut osciller dans un plan. 
Le pendule d'Atwood possède deux  degrés de liberté, la longueur du pendule r et l'angle θ. Son mouvement peut être décrit dans un espace des phases à quatre dimensions r, θ et leurs dérivées premières. La conservation de l'énergie limite le mouvement à un sous-espace à trois dimensions et il est possible d'imposer des restrictions supplémentaires au système. 
Le  hamiltonien de ce système s'écrit
où g est l'accélération de la pesanteur, T et V étant respectivement l'énergie cinétique et  l'énergie potentielle.
Les  systèmes hamiltoniens peuvent être classés en systèmes  intégrables et non-intégrables. Le pendule d'Atwood est intégrable dans le cas où le rapport de masse, M/m vaut 3. Pour de nombreuses autres valeurs de ce rapport de masse, le pendule d'Atwood adopte un  mouvement chaotique.